# Rio Chiva
O Rio Chiva é um rio da Romênia, afluente do Şipoaia, localizado no distrito de Braşov.